# هولکمب وارد
 هولکمب وارد (انگلیسی: Holcombe Ward؛ زاده ۲۳ نوامبر ۱۸۷۸ درگذشته ۲۳ ژانویهٔ ۱۹۶۷) یک تنیس‌باز اهل ایالات متحده آمریکا بود.